# Abrosoma carinulatum
Abrosoma carinulatum är en insektsart som beskrevs av Ludwig Redtenbacher 1906. Abrosoma carinulatum ingår i släktet Abrosoma och familjen Aschiphasmatidae. Inga underarter finns listade i Catalogue of Life.